# NGC 7392
NGC 7392 é uma galáxia espiral barrada (SBbc) localizada na direcção da constelação de Aquarius. Possui uma declinação de -20° 36' 31" e uma ascensão recta de 22 horas, 51 minutos e 48,6 segundos.
A galáxia NGC 7392 foi descoberta em 11 de Setembro de 1787 por William Herschel.